# Sondorillo
Sondorillo es una localidad peruana, capital del distrito homónimo, ubicado en la provincia de Huancabamba del departamento de Piura, al norte del Perú. En el 2017 tenía una población de 629 habitantes según el INEI.